# Darjusz Ghalawand
Darjusz Ghalawand (pers. داریوش قلاوند; ur. 14 lipca 1977) – irański zapaśnik w stylu klasycznym. Trzeci na mistrzostwach Azji w 1997. Drugi w Pucharze Azji i Oceanii w 1997 roku.